# مارثا كلارك
مارثا كلارك (بالإنجليزية: Martha Clarke)‏ هي مصممة رقص ومخرجة أمريكية، ولدت في 3 يونيو 1944.

## وصلات خارجية
- مارثا كلارك على موقع الموسوعة البريطانية (الإنجليزية)